# 繞行道路

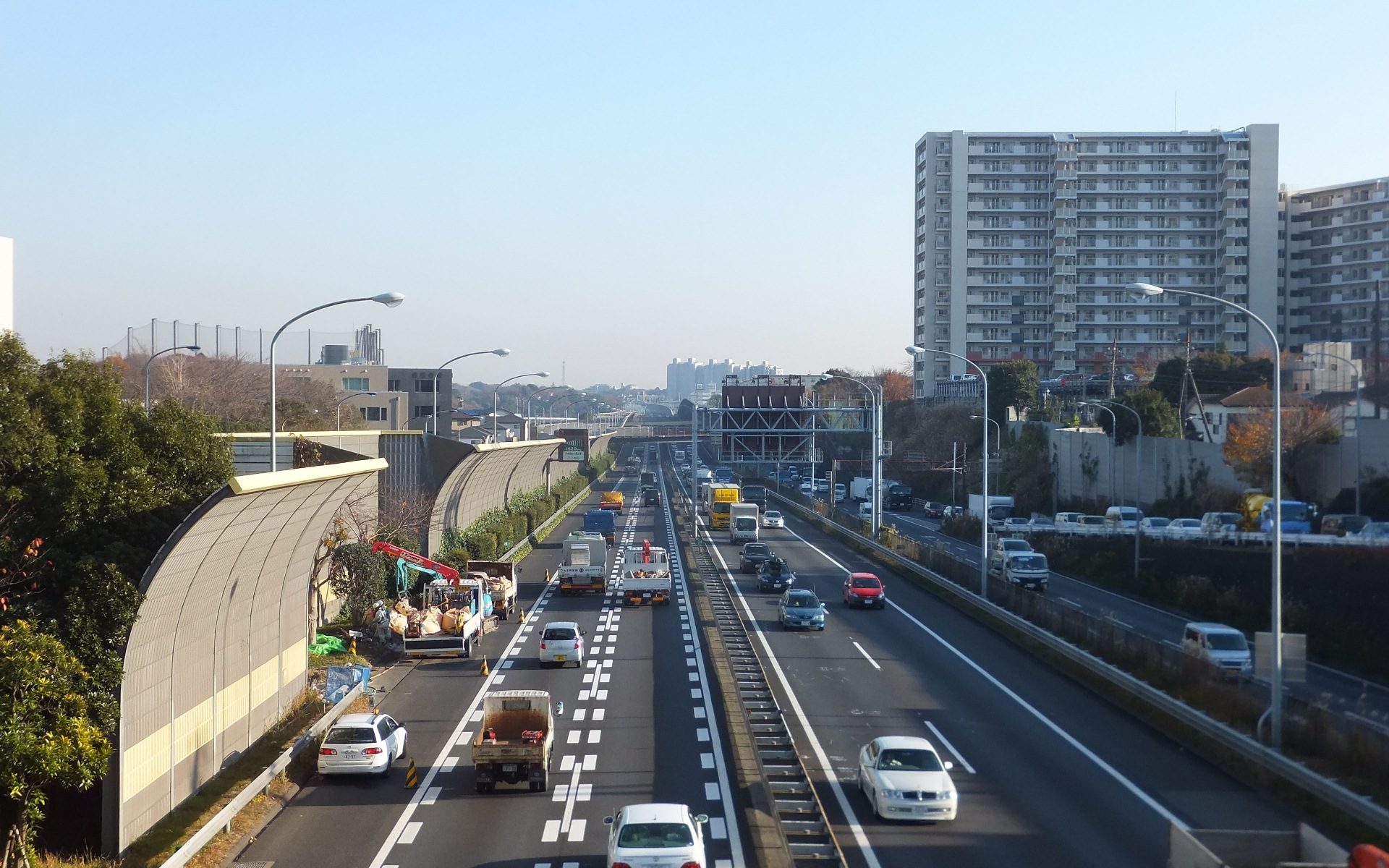
橫跨日本東京都及千葉縣的京葉道路，其快速／收費道路路段是連接東京都心與千葉縣多座都市的繞道。

繞行道路（英語：Bypass），簡稱繞道，又稱外環道路，是道路或高快速公路的類型之一，藉由「繞過」既成市區、城鎮、村莊或囿於地形而無法擴建道路的地方來疏導交通流量，以減輕當地的交通壅塞狀態，並改善道路安全。
繞道一般都興建於既成市區的外圍，有時也會以高快速公路的形式與當地既有的幹線道路並行，達到交通分流的效果。但隨著當地市區區域的擴張，繞道有可能成為市區道路的一部份，進而失去原有肩負疏導交通的功能。
因為繞道是在以往沒有道路的地方闢建，可能必須徵收土地來興建，而這會造成支持繞道闢建以減少壅塞的當地居民、以及繞道土地被徵收者（通常屬於鄉村地）之間的利益衝突。另外，由於繞道的闢建可能造成所在地市區的衰弱，而遭致當地居民反對。

## 台灣
意思是從道路主線分支出去，避開道路瓶頸路段或分擔主線交通的分流道路，其前身為公路系統的編號支線，外環道或替代道路，有分為平行道路，繞行道路，截彎取直（繞道的反向工程）。在台灣，為區別醫療名詞Bypass繞道手術，通常稱呼分流道或作為動詞之用，例如機車繞道行駛。近年來建設的分流道路，有些為封閉式道路，故有限制車種行駛。
- 高速公路
  - 汐五高架、五楊高架為中山高速公路的分流道路。
- 蘇花公路改善工程 （台9線蘇花公路新線，分流舊線車流）
- 南迴公路改善工程 （台9線南迴公路新線，分流舊線車流）

## 香港

### 觀塘繞道
位於香港九龍東觀塘的觀塘繞道乃香港2號幹線的一部分，共分三期建成，第一期於1987年8月動工，並與東隧同於1989年9月通車。繞道全長5.2公里，起於觀塘區藍田鯉魚門道，終於觀塘區九龍灣麗晶花園大老山隧道（彩虹交匯處），當中設計避開觀塘市中心地區。

### 中環灣仔繞道
中環灣仔繞道位於中環及灣仔填海區上，於2010年1月29日動工，已於2019年1月通車。根據政府新聞稿，繞道啟用後可以使車輛繞過銅鑼灣、灣仔和中環等繁忙地帶，令北角和鰂魚涌至中上環的行車時間縮減至5分鐘，紓緩香港島的交通擠塞問題。